# Famille Michaud apiculteurs
Famille Michaud Apiculteurs est une entreprise française de l’industrie agroalimentaire, spécialisée dans l’achat, le conditionnement et la commercialisation de miel. Basée à Gan dans le Béarn, elle est le leader mondial de son secteur. 
La socité commercialise également du sirop d'érable (Maple Joe) et du sirop d’agave (Sunny Bio et Sunny Via).

## Historique
L’entreprise est fondée en 1920 par Yves Michaud à Pau (Pyrénées-Atlantiques) sous la marque Lune de Miel, qui reste aujourd’hui l’un de ses principaux labels. De 1991 à 2020, la direction est assurée par Vincent Michaud, petit-fils du fondateur. En 2020, il transmet la direction à sa fille, Marie Lecal-Michaud, représentant ainsi la quatrième génération à la tête de l’entreprise.
Présent dans 71 pays, le groupe est détenu par la holding FMCO, qui gère ses filiales en Suède, Espagne, Italie et Allemagne. En 2014, Famille Michaud Apiculteurs devient le premier acteur mondial du commerce de miel en volume.
L’entreprise diversifie progressivement son activité et investit dans le sirop d'érable et le sirop d’agave. En 2014, elle crée la Fondation Lune de Miel, sous l’égide de la Fondation de France, afin de contribuer à la préservation des abeilles et à la promotion du métier d’apiculteur.
En 2017, le groupe s’implante au Canada en s’associant avec la société Biodélices, spécialisée dans la production de sirop d'érable. Par le biais de la holding FMCA, il devient actionnaire majoritaire et ouvre une usine à Thetford Mines, exploitant les marques Appalaches Nature et Maple Joe.
En 2024, l’entreprise fait face à des controverses. Le 26 janvier 2024, un transport de miel ukrainien destiné à Famille Michaud Apiculteurs est intercepté par des agriculteurs. En mai, l'UFC-Que Choisir porte plainte contre l’entreprise pour pratique commerciale trompeuse, dénonçant une information peu claire sur l'origine du miel. L'association accuse le groupe de "french-washing", une technique consistant à valoriser artificiellement une origine française qui n’est pas réelle.

## Marques du groupe

### Miel
- Lune de Miel
- Miel l’Apiculteur
- Beeliz
- La Ruche aux Délices
- Terre de Miel
- Famille Michaud

### Sirop d’érable
- Maple Joe
- Biodélices

### Sirop d’agave
- Sunny Bio
- Sunny Via
- Sunny Life